# Sant Adrià (Tremp)
Sant Adrià  o  Sant Adrià de Tendrui o Sant Adrià de la Conca es una localidad española del municipio de Tremp, perteneciente a la provincia de Lérida, en la comunidad autónoma de Cataluña.

## Geografía
La localidad está situada en un lugar estratégico, desde donde se ve un hermoso panorama de toda la Conca Tremp, debajo de la cumbre de Roca Mola.

## Historia

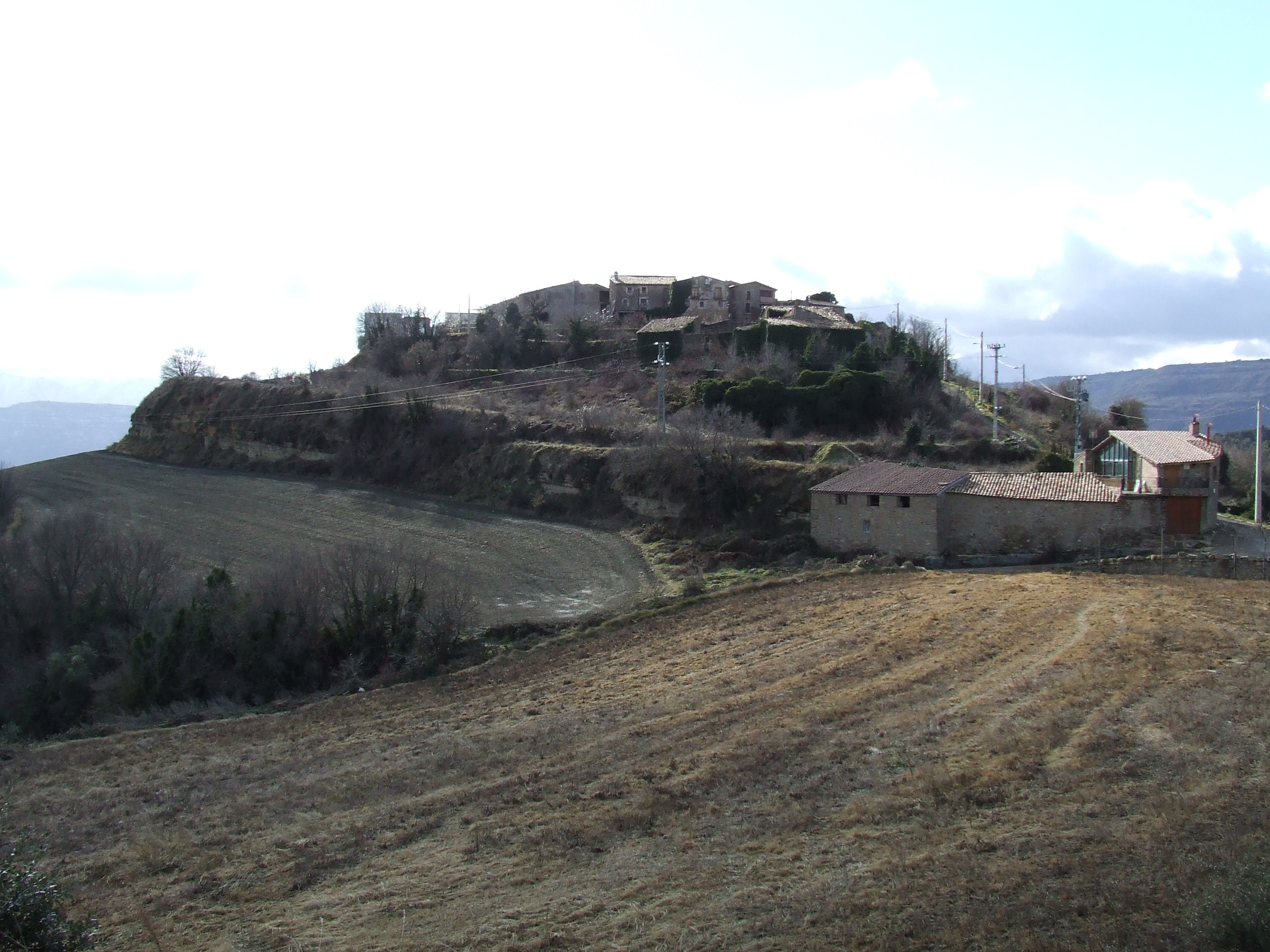
Vista general de la población

En el censo de 1553, Sant Adrià aparece con 6 fuegos (unos 30 habitantes); el censo del 1718, ya expresado en número de habitantes, tiene 27. Hacia mediados del siglo XIX, el lugar, por entonces con ayuntamiento propio, tenía contabilizada una población de 54 habitantes. La localidad aparece descrita en el primer volumen del Diccionario geográfico-estadístico-histórico de España y sus posesiones de Ultramar de Pascual Madoz de la siguiente manera:

ADRIA (san): l. con ayunt. de la prov. y dioc. de Lérida (18 leg.), part. jud. y adm. de rent. de Tremp (1 1/2)), aud. lerr. y c. g. de Barcelona (40): sit. en lo alto de un cerro, dominado al N. por el monte llamado de la Mola, combatido por todos los vientos y con clima saludable. Tiene 13 casas de dos altos y regular construccion, agrupadas pero sin formar calles, y una igl. parr. bajo la advocacion de S. Lorenzo mártir, cuya festividad se celebra el dia 10 de agosto; es de patronato del Sr. Baron de Eroles: la sirve un cura propio cuya vacante provee el diocesano en concurso general. El cementerio bien ventilado, se halla contiguo al cas. Fuera del pueblo y al pie del cerro que ocupa, se encuentra una ermita dedicada al titular de la parr., y no muy dist. de aquella una balsa, adonde se conducen las aguas de una fuente lejana, para el surtido de los vec., abrevadero de los ganados y lavadero. Confina el term. por el N. con el Gurp, por el E. con el de Tendrui, por el S. con el de Eroles y por el O. con los de Espuy y de Espluga-freda, estendiéndose de N. á S. 1 1/8 y de E. á O. 1 1/2 hora. Corren á dist. de medio cuarto del pueblo dos barrancos, uno por cada lado; ambos descienden del monte Mola llevando su direccion de NO. á SE.: son de poco caudal, y por lo regular quedan secos en verano; sin embargo, se riegan con ellos algunos pequeños huertecitos. El terreno forma un declive de N. á SE. con varias trocitos de llanura de tierras flojas que producen de 4 á 5 por uno de sembradura. Carece de bosque, pero tiene muchos árboles, asi frutales, como silvestres en las marg. de las heredades. Los caminos son locales, de herradura y malos. Prod. trigo, vino, aceite, legumbres, hortalizas y frutas; cria ganado lanar y cabrio en corto número, y caza de perdices y conejos: ind. un molino de aceite. Pobl. 13 vec.: 54 alm. Cap. imp. 10,837 rs.
(Madoz, 1845, p. 98)

Entre 1812, a raíz de la promulgación de la Constitución de Cádiz, y hasta febrero de 1847 tuvo ayuntamiento propio, pero no pudo mantenerlo al no tener 30 vecinos (cabezas de familia), y tuvo que agregarse a Gurp.
El lugar de Sant Adrià pertenecía a la baronía de Eroles, hasta la extinción de los señoríos. Aquí nacieron las hermanas Florentina y Asunción Durán i Moné, pasajeras de segunda clase del buque británico RMS Titanic que sobrevivieron al naufragio.
En 1981 tenía sólo 3 habitantes, cuando han pasado a ser 4 en 2006.

## Patrimonio
La iglesia del pueblo, dedicada, como el pueblo, a San Adrián está en el lugar donde había habido el castillo, junto al cementerio. Pertenece a la diócesis de Lérida, dentro del arciprestazgo de la Ribagorza, en la unidad pastoral 27, que es conducida por el rector de Arén, perteneciente al obispado de Barbastro-Monzón.
Fuera del pueblo se encuentra la ermita románica de San Lorenzo.